# Helmut Brocke
Helmut Brocke (* 1948) ist ein deutscher Rechtsanwalt, Verwaltungsjurist und war als kommunaler Wahlbeamter der letzte Oberkreisdirektor des Kreises Wesel.

## Werdegang
Brocke war zwischen 1976 und 1977 wissenschaftlicher Mitarbeiter am Zentralinstitut für Raumordnung der Universität Münster. Dort wurde er mit der 1979 erschienenen Arbeit Rechtsfragen der landesplanerischen Standortvorsorge für umweltbelastende Großanlagen promoviert. Anschließend war Brocke Gemeindedirektor in Nümbrecht, 1983 wurde er zum Stadtdirektor der Stadt Kamp-Lintfort gewählt. Von 1993 bis 1995 war Brocke als Nachfolger von Horst Griese zweiter und zugleich letzter Oberkreisdirektor des Kreises Wesel. Zwischen 1996 und 2005 war er Bankdirektor und Leiter des Geschäftsbereichs Öffentliche Kunden der WestLB, zu der ihn Friedel Neuber geholt hatte. Daneben fungierte er als Dozent an der Universität Duisburg-Essen, war 2006 Berater des Missionschefs der OSZE im Kosovo. Ferner war er freier Mitarbeiter bei PricewaterhouseCoopers, Dozent für das Thema Korruptionsprävention an der Bundesakademie für öffentliche Verwaltung und Mitglied des Führungskreises von Transparency International Deutschland. Derzeit ist Brocke als Rechtsanwalt in Düsseldorf tätig.